# Koh-i-Noor

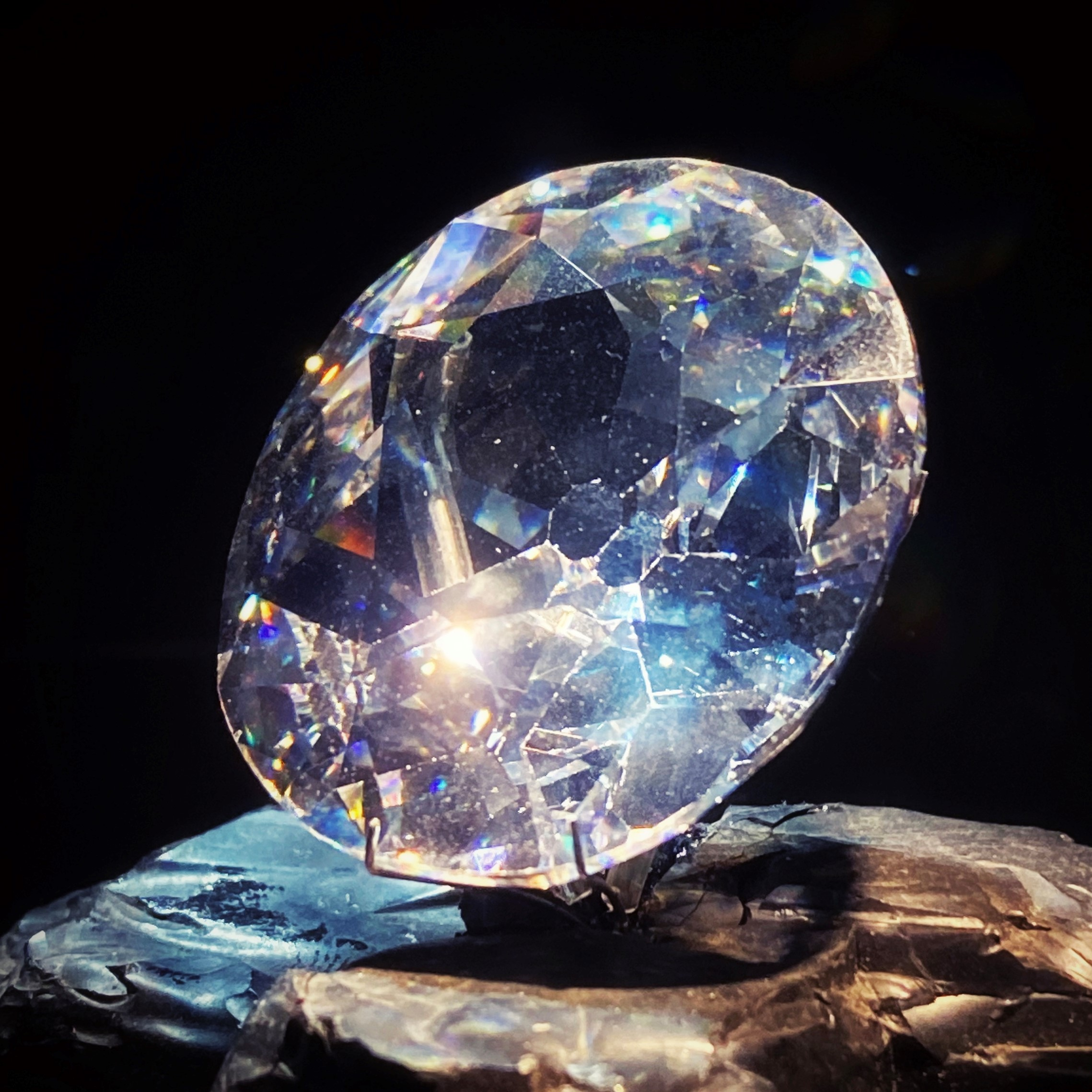
Rèplica del Koh-i-Noor.

El Koh-i-Noor (persa per "Muntanya de Llum"), també escrit Koh-e-Noor, Kohinoor i Koh-i-Nur, és un dels diamants tallats més grans del món, amb un pes de 105,6 quirats (21,12 g). Forma part de les joies de la corona del Regne Unit. Actualment, el diamant es troba a la corona de la reina Isabel, la reina mare.

## Històric
Hi ha múltiples llegendes conflictives sobre l'origen del diamant. Tanmateix, en paraules de l'administrador colonial Theo Metcalfe, hi ha proves "molt minses i imperfectes" de la història primerenca de Koh-i-Noor abans de la dècada de 1740. No hi ha registre del seu pes original, però el primer pes testimoniat és de 186 quirats antics (191 quirats mètrics o 38,2 g). El primer registre verificable del diamant prové d'una història de Muhammad Kazim Marvi de la invasió del nord de l'Índia de la dècada de 1740 per part de Nàdir-Xah. Marvi assenyala que el Koh-i-Noor és una de les moltes pedres del tron del paó mogol que Nader va saquejar de Delhi. Aleshores, el diamant va canviar de mans entre diversos imperis del sud i l'oest d'Àsia, fins que va ser lliurat a la reina Victòria després de la Segona Guerra Anglo-Sikh i l'annexió del Panjab per part de la Companyia Britànica de les Índies Orientals el 1849, durant el regnat del llavors maharajà d'11 anys de l'Imperi Sikh, Duleep Singh. El jove rei va governar sota l'ombra de l'aliat de la Companyia Gulab Singh, el primer maharajà de Jammu i Caixmir, que abans havia posseït la pedra.
Originalment, la pedra tenia un tall similar a altres diamants de l'era mogol, com el Daria-i-Noor, que ara es troben a les joies nacionals iranianes. El 1851, es va exposar a la Gran Exposició de Londres, però el tall poc brillant no va impressionar els espectadors. El príncep Albert, marit de la reina Victòria, va ordenar que Coster Diamonds tornés a tallar com a brillant oval. Segons els estàndards moderns, el culet (punt a la part inferior d'una pedra preciosa) és inusualment ample, donant la impressió d'un forat negre quan es veu la pedra de front; tanmateix és considerat pels gemòlegs com "ple de vida".
Des que va arribar al Regne Unit, només l'han portat membres femenins de la família reial britànica. Es diu que porta mala sort si el porta un home. Victòria portava la pedra en un fermall i un circlet. Després de la seva mort el 1901, es va ambientar a la corona de la reina Alexandra. Va ser transferit a la corona de la Reina Maria el 1911, i a la corona de la Reina Isabel, la Reina Mare el 1937 per a la seva coronació.
Avui, el diamant s'exposa al públic a la Jewel House de la Torre de Londres. Els governs de l'Índia, l'Iran, el Pakistan i l'Afganistan han reclamat la propietat del Koh-i-Noor, exigint-ne el retorn des que l'Índia va obtenir la independència de l'Imperi Britànic el 1947. El govern britànic insisteix que la joia es va obtenir legalment sota els termes de l'últim tractat de Lahore el 1849, i ha rebutjat les reclamacions.
El 2018, a la Cort Suprema de l'Índia, el Servei Arqueològic de l'Índia va aclarir que el diamant va ser lliurat als britànics i "no va ser robat ni endut per la força".